# 徐大粛
徐 大粛（ソ・デスク　韓国語：서대숙、1931年11月22日 - 2022年9月13日）は、朝鮮の政治学者、歴史学者、ハワイ大学韓国研究センター元所長。著名な北朝鮮研究者の一人だった。

## 概要
中国東北部出身。
1950年に延世大学校に入学し、朝鮮戦争時には米軍の通訳として働いた。
1952年に渡米。
1964年にコロンビア大学で政治学の博士号を取得する。
1970年にコロンビア大学出版局から「北朝鮮指導者金日成」を出版し政治学者として活動する。金日成が満州で抗日運動をしていたことを学術的に主張し北朝鮮に関する研究の扉を開いたという評価がある一方金日成の捏造され美化された抗日運動も厳しく指摘された。このため、長年にわたり韓国・北朝鮮両政府から監視活動を受けることとなった。
さまざま大学を渡り歩きながら韓国と北朝鮮の現代政治史に関する著書を多数執筆した。
北朝鮮の核兵器については、「個人的には、北朝鮮が核兵器を開発するのは好きではないが、米国が核実験を開始し、核兵器を最初に使用したように、主権国家としての北朝鮮には権利があり、北朝鮮だけを一方的に非難するのは不公平だ」と述べた。
2022年9月13日にロサンゼルスで死去した。
既婚者であり、2人の子供がいる。そのうちの一人であるモーリス・スーはロサンゼルスの副市長とカリフォルニア州中央検察庁の副主任検察官を務めた。